# ホルヘ・ニューベリー空港
ホルヘ・ニューベリー空港（西: Aeroparque Metropolitano Jorge Newbery）は、アルゼンチンの首都、ブエノスアイレスにある空港である。市街地北部に立地している。

## 概要
ラプラタ川に面しており「パレルモの森」と呼ばれる緑地に囲まれている。パレルモは都心の商業地/住宅地であり交通は至便である。しかし、空港の面積は主要空港としては狭く138haしかないため大型機には対応していない。このため国内線とウルグアイ・チリ・パラグアイ・ブラジル・ペルー行き近距離国際線の一部がこの空港を利用する。国際線の大半はエセイサ国際空港に発着する。
正式名称は飛行家のホルヘ・ニューベリーにちなんで名付けられた。通称の「アエロパルケ」と呼ばれることが多い。

## 主な航空会社
- アルゼンチン航空
- フライボンダイ
- ジェットスマート・アルゼンチン
- LADE
- ゴル航空
- LATAM ブラジル
- LATAM チリ
- スカイ航空
- LATAM ペルー
- パラン航空

## 主な就航路線
- 国内線 : バリローチェ、コルドバ、プエルトイグアス、メンドーサ、サルタ、ウシュアイア、